# Іваничук Наталія Романівна
Ната́лія Ром́анівна Іваничу́к (нар. 29 листопада 1959, Щирець) — українська перекладачка, член Національної спілки письменників України. Перекладає з норвезької, німецької та шведської мов. 1993 року Наталія Іваничук вступила в Національну спілку письменників України.

## Біографія
Наталія Іваничук народилася 29 листопада 1959 р. у Щирці Пустомитівського району Львівської області, в сім'ї письменника Романа Івановича Іваничука (1929—2016) і вчительки історії Софії Теодорівни Іваничук (1931—2005; до шлюбу Гендега). З 1961 року Наталія Іваничук мешкає у Львові. 
Здобула середню освіту у Львівській школі № 28 із поглибленим вивченням німецької мови (1967—1977). 1977 року вступила на філологічний факультет (спеціальність «германська філологія») Львівського державного (нині — національного) університету імені Івана Франка й закінчила його з відзнакою у 1982-му, захистивши дипломну роботу «Невласне-пряма мова у романі Томаса Манна „Будденброки“». Стажувалася в Норвегії на стипендію Норвезької спілки перекладачів (Norwegian Translators Fund) (2001), була учасницею літніх шкіл в Університеті Осло (1998), Українського вільного університету в Мюнхені (1992, 1993, 1994). Наталія Іваничук брала участь в перекладацьких семінарах у Фінляндії, Швеції та Норвегії, була учасницею Міжнародного конгресу перекладачів у Тампере (2006). Тричі стажувалася в Норвегії (окрім Спілки) на запрошення фундації NORLA, була резиденткою на перекладацьких резиденціях — Осло, Норвегія (2018) і Карпатська резиденція, Україна (2019).
Здобувши вищу освіту, працювала викладачкою німецької мови на кафедрі іноземних мов Львівського медичного університету ім. Данила Галицького (1982—1992) та викладачкою німецької мови та літератури у Львівському педагогічному коледжі (1989—1992), науковою співробітницею Науково-дослідного центру періодики Львівської наукової бібліотеки ім. Василя Стефаника (нині — Львівська національна наукова бібліотека України імені Василя Стефаника) (1992—1996), перекладачкою у львівських видавництвах «Літопис» та «Місіонер» (1996—1997), викладачкою німецької та норвезької мов Львівського національного університету ім. Івана Франка (1997—2002) та аташе з питань преси і культури Посольства України в Фінляндії (2002—2004). Нині продовжує роботу у Львівському національному університеті ім. Івана Франка, викладаючи на факультеті міжнародних відносин норвезьку мову.
У 1997 р. заснувала і очолила Центр країн Північної Європи (Nordic Center) у цьому ж університеті (1997—2002) та Центр Програми «Балтійський університет» в Україні (BUP Programme Center Ukraine) (1997—2002).

## Перекладацький внесок
Художні переклади Наталії Іваничук відзначаються мовним багатством та глибоким відтворенням духу творів зарубіжних письменників. Вона органічно вводить в українську культуру сучасних актуальних авторів та їхні оригінальні твори, розширюючи знання українського читача про європейську літературу та європейський світ. Дебютувала 1978 р. поетичними перекладами з норвезької мови Б. Б'єрнсона та Г. Ібсена у збірці «Передчуття» (Київ, Веселка). У її перекладі вийшли окремими виданнями такі книги:

### З німецької
- Еріх Цельнер. «Історія Австрії» / IX розділ: «Епоха Франца Йосифа і кінець монархії. — 1848—1918)». — Л.: Літопис, 2000
- Леопольд фон Захер-Мазох. «Вибрані твори». — Л.: Літопис, 2001 (одна з перекладачів)
- Леопольд фон Захер-Мазох. «Венера в хутрі: Повісті». — Л.: Піраміда, 2008
- Макс Крузе. «Урмель із криги». — Л.: Видавництво Старого Лева, 2006), ISBN 966-2909-01-Х
- Макс Крузе. «Урмель пірнає у море». — Л.: Видавництво Старого Лева, 2007, ISBN 9789662909104
- Макс Крузе. «Урмель летить у космос». — Л.: Видавництво Старого Лева, 2007, ISBN 9789662909098
- Бодо Шефер. «Пес на ім'я Мані, або Абетка грошей». — Л.: Видавництво Старого Лева, 2008
- Бодо Шефер. «Кіра і таємниця бублика» — Л.: Видавництво Старого Лева, 2009
- Густав Майрінк. «Ґолем». — К.: Український письменник, 2011
- Артур Шніцлер. «Повернення Казанови». — Л.: Піраміда, 2012. — 164 с.
- Марлен Гаусгофер. «За стіною». — Л.: Видавництво Старого Лева, 2020. 296 с. ISBN 978-617-679-561-2
- Сібілле Рікгофф. «Конрат — супергерой підземелля. Небезпечна ніч». — Харків: Читаріум, 2023. — ISBN 978-617-8093-16-7. 128 с.

### З норвезької
- Недреос Турборг. Збірка оповідань. — К.: Всесвіт, 1980, № 12
- Генрік Ібсен. Збірка сонетів. — Л.: Жовтень, 1984, № 4
- Юган Борґен. «Густав». — К.: Вітчизна, 1984, № 6
- Нільс Юган Руд. «Колодязь». — К.: Всесвіт, 1985, № 7
- Рольф Якобсен. Збірка віршів. — К.: Всесвіт, 1987, № 8
- Карі Ербек. «Випробувальний термін». — К.: Веселка, 1987
- Юстейн Ґордер. — «Світ Софії». — Л.: Літопис, 1997
- Юстейн Ґордер. «Vita brevis. Лист Флорії Емілії до Аврелія Авґустина». — Л.: Літопис, 1998. — 218 с. ISBN 966-7007-11-1
- Юстейн Ґордер. «У дзеркалі, у загадці». — Л.: Літопис, 1998. — 157 с. ISBN 966-7007-12-Х
- Юстейн Ґордер. «Помаранчева дівчинка». — Л.: Літопис, 1998. — 152 с. ISBN 966-7007-34-0
- Тар'єй Весос. «Вибрані твори». — Л.: Літопис, 2000
- Кнут Гамсун. «Вибрані твори» — Л.: Літопис, 2000
- Підручник «Історія Норвегії». — Л.: Літопис, 2001
- Юган Ґальтунґ, Арне Несс. «Політична етика Ґанді» — Л.: Місіонер, 2001
- Вера Генріксен. «Королівське дзеркало». — Л.: Літопис, 2002, «Вибрані норвезькі новели». Л.: Літопис, 2003
- Вибрані норвезькі оповідання. — Л.: Літопис, 2003
- Лінн Ульманн. «Поки ти заснеш». — Л.: Літопис, 2004
- Юстейн Ґордер. «Помаранчева дівчинка». — Л.: Літопис, 2005
- Сінкен Гопп. «Диво-крейда». — К.: Зелений пес, 2006
- Сінкен Гопп. «Юн і Софус». — К.: Зелений пес, 2006
- Анне-Кат Вестлі. «Мама, тато, восьмеро дітей, бабуся та вантажівка». — К.: Махаон, 2007
- Анне-Кат Вестлі. «Бабуся і восьмеро дітей у лісі». — К.: Махаон, 2007
- Анне-Кат Вестлі. «Марта і бабуся, бабуся і Мортен». — К.: Махаон, 2008
- Анне-Кат Вестлі. «Маленька подяка від Антона». — К.: Махаон, 2008
- Юстейн Ґордер. «Замок у Піренеях» — Л.: Літопис, 2009;
- Б'єрнстьєрне Б'єрнсон. «Норвезька сторона». — Л.: Піраміда, 2010
- Ніна Елізабет Ґрентведт. «Привіт, це я! Не покидайте мене…». — Грані-Т, 2012
- Том Еґеланн. «Брехня батьків». — Л.: Літопис, 2013. 428 с. ISBN 978-966-8853-39-5
- Кріс Тведт. «Коло смерті». — К.: Нора-Друк, 2012
- Пол Брекке. «Наша життєдайна зірка — Сонце». — К.: Грані-Т, 2014. — 162 с. ISBN 978-966-465-394-4
- Віґдіс Йорт «Йорґен + Анна=любов». — Л.: Видавництво Старого Лева, 2014
- Юстейн Ґордер. «Таємничий пасьянс». — Л.: Літопис, 2014. 316 с. ISBN 978-966-8853-49-4[11]
- Анне-Кат Вестлі. «Веломандрівка до Данії з бабусею та вісьмома дітьми». — К.: Махаон, 2015. — 240 с. ISBN 978-966-917-005-7
- Анне-Кат Вестлі. «Мортен, бабуся і вихор». — К.: Махаон, 2015
- Ніна Елізабет Ґрентведт. «Абсолютно нецілована». — Л.: Видавництво Старого Лева, 2015
- Кріс Тведт. «Небезпека рецидиву». — К.: Нора-Друк, 2015
- Том Еґеланн. «Таємниця катакомб». — Л.: Видавництво Старого Лева, 2015
- Юстейн Ґордер. «Донька директора цирку». — Л.: Літопис, 2016. 212 с. ISBN 978-966-8853-56-2
- А. Аудгільд Сульберґ. «Хто проти суперкрутих» Л.: Видавництво Старого Лева, 2016
- А. Аудгільд Сульберґ. «Суперкруті догралися». — Л.: Видавництво Старого Лева, 2017
- Кріс Тведт. «Той, хто вбиває». — К.: Нора-Друк, 2017
- А. Аудгільд Сульберґ. «Привиди проти суперкрутих». — Л.: Видавництво Старого Лева, 2017
- Ніна Елізабет Ґрентведт. «Суперліто». — Л.: Видавництво Старого Лева, 2017
- Ніна Елізабет Ґрентведт. «Happy End, попри все?..». — Л.: Видавництво Старого Лева, 2018. — 376 с. ISBN 978-617-679-515-5
- А. Аудгільд Сульберґ. «Таємниця суперкрутих». — Л.: Видавництво Старого Лева, 2018. — 184 с.
- Тур Геєрдал. «Кон-Тікі». — Тернопіль: Крок, 2018
- Гальфдан В. Фрайгов. «Любий Ґабрієлю». — Л.: Видавництво Старого Лева, 2018. — 160 с. ISBN 978-617-679-374-8
- Клаус Гаґеруп. «Дівчинка, яка рятувала книжки». — Л.: Видавництво Старого Лева, 2018. — 64 с. ISBN 978-617-679-516-2
- Тайґе Трюде. «Пацієнт». — К.: Нора-Друк, 2018. — 384 с. ISBN 978-966-688-027-0
- Ґюдрун Скреттінґ «Антон та інші нещастя». — Л.: Видавництво Старого Лева, 2018
- Ґюдрун Скреттінґ. «Антон та інші зі зграї». — Л.: Видавництво Старого Лева, 2019
- Ґюдрун Скреттінґ. «Антон великий». — Л.: Видавництво Старого Лева, 2019. — 224 с. ISBN 978-617-679-718-0
- Мая Люнде. «Снігова сестричка». — Л.: Видавництво Старого Лева, 2019. — 192 с. ISBN 978-617-679-740-1
- Юстейн Ґордер. «Різдвяна містерія». — Л.: Видавництво Старого Лева, 2019. — 252 с. ISBN 978-966-8853-88-3[14]
- Йорн Лієр Горст. «Код Катаріни». — К.: Нора-Друк, 2019. ISBN 978-966-688-039-3
- Йорн Лієр Горст. «Потайна кімната». — К.: Нора-Друк, 2019. — 396 с. ISBN 978-966-688-044-7
- Кетіль Бйорнстад. «До музики» — Л.: Видавництво Старого Лева, 2019. — 384 с. ISBN 978-617-679-505-6[1]
- Кетіль Бйорнстад. «Ріка» — Л.: Видавництво Старого Лева, 2020. — 440 с. ISBN 978-617-679-770-8
- Лінн Ульман. «Бентежні». — Л.: Видавництво Старого Лева, 2020. — 446 с. ISBN 978-617-679-857-6
- Кріс Тведт. «За браком доказів». — К.: Нора-Друк, 2020. — 366 с. ISBN 978-966-688-046-1
- Йорн Лієр Горст. «Одержимий злом». — К.: Нора-Друк, 2020. — 377 с. ISBN 978-966-688-057-7
- Гадді Ньє. «Скоро заснеш і ти. Колискова порам року». — Х.: Читаріум, 2020. — 40 с. ISBN 978-617-7329-60-1
- Юган Б. Мйонес, Ошільд Ірґенс. «Лукас і Кім». — Х.: Крокус, 2020. — 28 с. ISBN 978-617-7989-04-1
- Кетіль Бйорнстад. «Дама з долини». — Л.: Видавництво Старого Лева, 2021. — 344 с. ISBN 978-617-679-903-0[2]
- Мая Люнде. «Solvokteren». — Л.: Видавництво Старого Лева, 2021
- Йорн Лієр Горст. «Справа-1569». — Л.: Видавництво Старого Лева, 2021
- Гайді Лінде. «Олівія і два її життя». — Л.: Видавництво Старого Лева, 2021. — 192 с.
- Кріс Тведт. «Пом'якшувальні обставини». — К.: Нора-Друк, 2022
- Туре Ренберґ. «Толлак Інґеборґи». — Л.: Видавництво Старого Лева, 2022. — 168 с. ISBN 978-966-448-034-2
- Кнут Гамсун. «Голод». — К.: Book Chef, 2023. — 192 с. ISBN 978-617-5480-13-7
- Йорн Лієр Горст. «Слідство в мережі». — К.: Нора-Друк, 2023. — 400 с. ISBN 978-966-688-107-9

### Зі шведської
- Альфред Єнсен. «Мазепа». — К.: Укр. письменник, 1993
- Туве Янссон. «Вибрані твори». — Л.: Літопис, 2004
- Туве Янссон. «Країна Мумі-тролів», т. 1. — Л.: Видавництво Старого Лева, 2004
- Туве Янссон. «Країна Мумі-тролів», т. 2. — Л.: Видавництво Старого Лева, 2005
- Туве Янссон. «Країна Мумі-тролів», т. 3. — Л.: Видавництво Старого Лева, 2005
- Юган Барґум. «Хлопчик на літо». — Л.: Літопис, 2005. — 274 с. ISBN 966-7007-45-6
- Туве Янссон. «Капелюх Чарівника». — Л.: Видавництво Старого Лева, 2008
- Туве Янссон. «Комета прилітає». — Л.: Видавництво Старого Лева, 2008
- Туве Янссон. «Мемуари Тата Мумі-троля». — Л.: Видавництво Старого Лева, 2009
- Захаріас Топеліус «Казки». — Л.: Видавництво Старого Лева, 2008
- Туве Янссон. «Небезпечне літо». — Л.: Видавництво Старого Лева, 2009
- Генрік Мейнандер. «Історія Фінляндії». — Л.: ЛА Піраміда, 2009
- Анна-Лена Лаурен. «У них щось негаразд з головою, у тих росіян». — Л.: Піраміда, 2011
- Анна-Лена Лаурен. «У горах всі рівні». — Л.: Піраміда, 2012
- Анна-Лена Лаурен. «Невідома ціна свободи — демократичні революції у Грузії, Україні та Киргизії». — Л.: Піраміда, 2013. ISBN 978-966-441-287-9
- Туве Янссон, Самі Маліла. «Рецепти Мумі-мами». — Л.: Видавництво Старого Лева, 2014
- Анна-Лена Лаурен, Петер Лоденіус. «Україна — прикордонна країна». — Л.: Піраміда, 2016
- Туве Янссон. «Літня книжка». — Л.: Видавництво Старого Лева, 2017
- Фріда Нільсон. «Гедвіґ». — Л.: Видавництво Старого Лева, 2018
- Леннарт Гельсінґ, Ане Ґуставссон. — «Трелі та вушка дракона». — Чернівці: Чорні вівці, 2018
- Торґні Ліндґрен. «Пельса». — К.: Видавництво Анетти Антоненко, 2019
- Туве Янссон. «Різдво приходить у країну мумі-тролів». — Л.: Видавництво Старого Лева, 2019
- Торґні Ліндґрен. «Вірсавія». — К.: Видавництво Анетти Антоненко, 2020
- Софія Лундберґ. «Червоний записник» — К.: Нора-Друк, 2020. — 304 с. серія «День Європи». ISBN 978-966-688-050-8
- Фріда Нільсон. «Пірати льодового моря». — К.: Небо, 2021
- Фріда Нільсон. «Яґґер, Яґґер». — Л.: Видавництво Старого Лева, 2021
- Пер Улов Енквіст. «Янгол, скинутий з небес». — К.: Видавництво Анетти Антоненко, 2022. — 144 с. ISBN 978-617-765-491-8
- Муа Гернґрен. «Розлучення». — Київ: Нора-Друк, 2024. — 332 с. ISBN 978-966-688-140-6
- Сельма Лаґерлеф. «Морбакка». — Л.: Видавництво Старого Лева, 2024. — 232 с. ISBN 978-966-448-137-0

### З данської
- Якоб Мартін Стрід. «Мімбо Джимбо». — Х.: Читаріум, 2017. — 32 с. ISBN 978-617-7329-01-4
- Якоб Мартін Стрід. «Неймовірна історія про велет-грушку». — Х.: Читаріум, 2017. — 102 с. ISBN 978-966-97459-6-5
- Якоб Мартін Стрід. «Забави Мімбо Джимбо». — Х.: Читаріум, 2017. — 48 с. ISBN 978-617-7329-02-1
- Кім Фупц Окесон, Ева Ерікссон. «Мій дідусь став привидом». — Чернівці: Чорні вівці, 2018. 30 с. ISBN 978-617-614-196-9
- Ельсебет Еґгольм. «Як ніч знає зірки». — К.: Нора-Друк, 2022

### З англійської
- Еліз Тайтл. «Ромео». — Львів: Видавництво Старого Лева, 2023. 632 с. ISBN 978-966-448-119-6

Твори зарубіжних письменників у її перекладі друкувалися на сторінках часописів «Всесвіт», «Вітчизна», «Жовтень» (нині — «Дзвін»), «Жінка» (раніше — «Радянська жінка»), «Кур'єр Кривбасу», «Парадигма», «Літературний Львів» та інших.
1993 року Наталія Іваничук вступила в Національну спілку письменників України. Вільно володіє німецькою, норвезькою, шведською, польською та російською мовами. Добре послуговується англійською та данською.

## Нагороди
- 2018 — Королівський Норвезький орден Заслуг — за перекладацьку діяльність та значний внесок у розвиток норвезько-українських культурних взаємин[3]
- 2019 — Літературна премія імені Романа Гамади — за роман шведського письменника Торґню Ліндґрена «Пельса»[4]
- 2019 — Премія міста літератури ЮНЕСКО (короткий список)
- 2020 — Премія міста літератури ЮНЕСКО (короткий список)
- 2020 — Внесена до Почесного списку ІВВY (IBBY Honour List)[5][6]за переклад книги «Антон та інші нещастя» Ґюдрун Скреттінґ